# Patcharapol Intanee
Patcharapol Intanee (thailändisch พัชรพล อินทนี, * 12. Oktober 1998 in Nakhon Pathom), auch als Peem bekannt, ist ein thailändischer Fußballspieler.

## Karriere

### Verein
Patcharapol Intanee erlernte das Fußballspielen bei der Schulmannschaft der Potinimitwittayakom School und in der Jugendabteilung des Erstligisten Muangthong United. Hier unterschrieb er 2017 auch seinen ersten Profivertrag. Die Saison 2017 wurde er an den in der dritten Liga, der Thai League 3, spielenden Udon Thani FC ausgeliehen. Für Udon Thani absolvierte er drei Ligaspiele. Nach der Ausleihe kehrte er zu Muangthong zurück. Nach der Hinrunde 2021/22 wechselte er im Dezember 2021 auf Leihbasis zum Ligakonkurrenten Suphanburi FC. Am Ende der Saison 2021/22 belegte er mit dem Verein aus Suphanburi den 16. Tabellenplatz und musste somit in die zweite Liga absteigen. Nach dem Abstieg wechselte er ebenfalls auf Leihbasis nach Nakhon Ratchasima zum Erstligisten Nakhon Ratchasima FC. Am Ende der Saison 2022/23 musste er mit Korat in die zweite Liga absteigen. Nach der Ausleihe kehrte er zu Muangthong zurück. Hier wurde sein Vertrag jedoch nicht verlängert. Im Sommer 2023 nahm ihn der Erstligist Lamphun Warriors FC unter Vertrag. Am 31. Mai 2025 stand er mit den Warriors im Finale des Thai League Cup. Hier traf man im BG Stadium auf Buriram United. Am Ende musste man sich mit 2:0 geschlagen geben. Nach 27 Ligaspielen wurde sein Vertrag im Sommer 2025 nicht verlängert. Im August 2025 wurde er vom Bangkoker Zweitligisten Kasetsart FC unter Vertrag genommen.

### Nationalmannschaft
2018 spielte Patcharapol Intanee einmal in der thailändischen U-21-Nationalmannschaft und 2019 absolvierte er sechs Partien für die U-23-Auswahl. Am 10. September 2019 stand er außerdem im Kader der A-Nationalmannschaft beim Testspiel gegen Indonesien (3:0), kam dort jedoch nicht zum Einsatz.

## Erfolge
Lamphun Warriors FC
- Thailändischer Ligapokalfinalist: 2024/25